# Stone (unitat de massa)
Un stone és una unitat de massa emprada només en el sistema imperial del Regne Unit, encara que també havia estat emprada per altres països de la Commonwealth. És igual a 6,35029318 quilograms. S'abreuja st, i les seves equivalències són les següents:
- 98.000 grans
- 3584 dracmes avoirdupois
- 224 unces avoirdupois
- 14 lliures avoirdupois
- 0,560 arroves
- 0,14 quintars nord-americans
- 0,125 quintars britànics

Vuit stones són un quintar britànic.

## Història
La unitat de pes "stone" ('pedra' en català) es va usar històricament per pesar els articles agrícoles. Per exemple: es venien les patates tradicionalment en stones i half stones (14 lliures i 7 lliures respectivament). Històricament el nombre de lliures en una stone va variar segons l'article mesurat, ja que no era igual en tots els llocs ni totes les vegades.

## Ús actual
Encara que en el 1985 l'Acta de Pesos i Mesures va prohibir l'ús de la stone com una unitat de mesura per a fins comercials (així com una unitat suplementària), aquest segueix sent usat dins del Regne Unit com un mitjà d'expressar el pes del cos humà de manera àmplia. El seu ús familiar es va estendre de manera persistent en el Regne Unit, comparant-se amb altres unitats imperials (com el peu, la polzada, i la milla) que ja van ser suplantades completament (o en part) per les unitats mètriques, considerades ara d'ús oficial en aquell país. Les distàncies o longituds, i les unitats de velocitat, encara s'expressen oficialment en iardes, milles i mph al Regne Unit, i dento de l'ús oficial, les mesures de massa s'expressen en stones i quilograms pel pes del cos humà.
Fora del Regne Unit, la stone pot emprar-se també per expressar el pes del cos en els contextos casuals d'altres països de la Commonwealth.